# Мюскур
Мюску́р (фр. Muscourt) — коммуна во Франции, находится в регионе Пикардия. Департамент коммуны — Эна. Входит в состав кантона Гиньикур. Округ коммуны — Лан.
Код INSEE коммуны — 02534.

## Население
Население коммуны на 2010 год составляло 44 человека.
| 1962 | 1968 | 1975 | 1982 | 1990 | 1999 | 2010 |
| ---- | ---- | ---- | ---- | ---- | ---- | ---- |
| 65   | 68   | 56   | 33   | 40   | 36   | 44   |

## Экономика
В 2010 году среди 26 человек трудоспособного возраста (15—64 лет) 21 были экономически активными, 5 — неактивными (показатель активности — 80,8 %, в 1999 году было 77,8 %). Из 21 активных жителей работали 18 человек (12 мужчин и 6 женщин), безработных было 3 (1 мужчина и 2 женщины). Среди 5 неактивных 0 человек были учениками или студентами, 2 — пенсионерами, 3 были неактивными по другим причинам.